# Coronel Vivida
Coronel Vivida é um município brasileiro do sudoeste do estado do Paraná. De acordo com o Censo de 2022, sua é população é 23.331 habitantes.

## Etimologia
O primeiro nome dado a localidade foi Barro Preto. Ele advém de uma suposta caçada de Pedro Poleze, o primeiro morador da localidade da Jacutinga com seu irmão João Poleze. Em certa vez estes caçadores mataram uma grande anta, no banhado que serve de cabeceira do rio denominado hoje Barro Preto. Ao resgatar o animal que se afundara no lodo, João e Pedro Poleze constataram que este era preto, e admiraram-se do “Barro Preto” achado. 
Posteriormente o nome Barro Preto foi substituído, sendo escolhido o apelido de um coronel do município de Palmas, cujo nome era Firmino Teixeira Baptista. Em virtude de seu habito de se expressar com a frase “que vida!”, e a  perturbação da gagueira, que lhe era persistente, tal expressão acabava em “que vivida!”. Isso lhe rendeu o nome de Coronel Vivida.

## História
O povoamento do território do atual município evolui das localidades rurais para atual aglomeração urbana. Em meados de 1920, os primeiros moradores se estabeleceram na comunidade da Jacutinga. Na sequência, por volta do ano 1940, deu-se inicio o povoamento da região da comunidade da Palmerinha, que tornou-se um importante entrocamento rural na região. Através da Lei Estadual n°253, de 26 de novembro de 1954, foi criado o Município de Coronel Vivida, emancipado de Mangueirinha. Anteriormente, esse território pertencera ao município de Palmas.

### Primeira eleição municipal
A primeira eleição municipal ocorre em 3 de outubro de 1955 com a eleição para prefeito e vereadores. Venceu o candidato do PTB, Paulino Stédile, com 655 votos, contra 297, dados a Zeferino Poletto do PSD. A primeira legislatura foi composta dos seguintes vereadores: Ernesto Stédile, Frederico Berger, Germano Stédile, Avelino Balbinot, Leopoldo Alves dos Santos, Juventino Rufatto, Eledovino Bassetto, Beno Rochemback e Harryy Müller.

## Símbolos municipais
De acordo com a Lei Municipal sob nº 506/72, datada de 3 de setembro de 1972, os simbolos municipais são a bandeira e o brasão muncipal.
A bandeira municipal de Coronel Vivida, de autoria do heraldista Arcinoé Antonio Peixoto de Faria, da Enciclopédia Heráldica Municipalista, esquartelada em faixas, sendo os quartéis de verde, constituídos por três faixas horizontais brancas, carregadas de sobre-faixas vermelhas, que partem de um triângulo lateral esquerdo, branco, onde o brasão municipal é aplicado, tendo o triângulo por base a própria tralha da bandeira.
O Brasão constante na bandeira simboliza o Governo Municipal e o flanco quartel triangular branco onde é aplicado, representa a própria cidade, sede municipal, as faixas que partem desse flanco quartel, dividindo o campo da bandeira em quartéis que simbolizam a irradiação do poder Municipal a todos os quadrantes de seu território.

## Geografia

### Hidrografia
Seus principais rios são o Rio Barro Preto, o Rio Quieto e o Rio Jacutinga, todos deságuam no Rio Chopim, o 
qual é divisor entre Coronel Vivida e alguns municípios.

### Clima
O clima de Coronel Vivida é bem definido, por influência do clima subtropical, apresenta estações variadas, o inverno caracteriza-se por ser extremamente frio e seco, podendo até mesmo ocorrerem geadas. Já o verão apresenta-se muito quente mas úmido, com um índice de chuvas muito elevado, e nesse período é comum a ocorrência de formações conhecidas como shelf cloud, caracterizadas por serem as principais responsáveis pela ocorrência de granizo e ventos fortes no município.
O outono apresenta-se um pouco mais frio que o verão e o regime de chuvas continua ainda constante. Na primavera o clima já começa a esquentar e as chuvas aumentam gradativamente.

### Localização
Localizado em uma área próspera, o município esta situado entre grandes rodovias do Brasil, como a BR-373 que liga ao litoral paranaense e Curitiba, e a BR-158 ligando o município ao norte e sul do Brasil.

## Economia

### Setor Primário
A agricultura e pecuária representam cerca de 46% do PIB do município de Coronel Vivida. Destacam-se na agricultura a produção de leite e a produção de grãos. As áreas mais produtivas no interior do município são o distrito de Vista Alegre, e a comunidade de Alto Pinhal, ambas com terras férteis o que proporciona uma elevada produção de milho e soja no verão e no inverno uma alta produtividade de trigo e aveia.
O município tem um clima adequado tornando extensas as pastagens da região, dessa forma desenvolve-se uma boa produção de leite a qual é levada até os laticínios da região para a produção de queijo ou pasteurização. As principais raças de gado leiteiro encontradas no município são a Jersey e a Holandesa.
Em sua totalidade todas as comunidades do município desenvolvem a atividade leiteira, principalmente nas propriedades de agricultura familiar, além disso se desenvolve o plantio de hortaliças como alface, tomate, repolho, rúcula entre outras, as quais são vendidas para o próprio município e até mesmo para todo o sudoeste do Paraná.

### Turismo
O turismo local é baseado no turismo ecológico, devido a grande quantidade de cachoeiras, mais especificamente 232 cachoeiras catalogadas, no interior do município.
Pesquisadores e geólogos da UNICAMP descobriram através de imagens de satélite que o Distrito de Vista Alegre está dentro de uma cratera de 9,5 quilômetros de diâmetro. Pelo tamanho da cratera, calcula-se que ela tenha sido formada há 60 milhões de anos, quando um meteorito caiu na região
Pelo tamanho da cratera, calcula-se que o meteorito deveria ter 400 metros de diâmetro, equivalente a 4 quarteirões.
Além de ter vários outros pontos como o chafariz no centro que é considerado um marco para a cidade, além de cachoeiras e outros lugares. Além de ter um prédio histórico que foi tombado como patrimônio Cultural pelo tempo e seus detalhes da decoração.

## Comunicações
A cidade conta com três emissoras de rádio que transmitem para todo o município e em grande parte do sudoeste do Paraná:
- Rádio Voz do Sudoeste FM
- Rádio Vicente Pallotti FM
- Rádio Máxima FM

## Esporte
A cidade de Coronel Vivida possuiu um clube no Campeonato Paranaense de Futebol, o Coronel Vivida Esporte Clube..